# Iljas Żumaj
Iljas Żumaj (kaz. Ильяс Жұмай; ur. 26 stycznia 1996) – kazachski zapaśnik walczący w stylu wolnym. Brązowy medalista igrzysk Solidarności Islamskiej w 2017. 
Trzeci na mistrzostwach Azji U-23 w 2019. Mistrz Azji juniorów w 2015 roku.